# Вишано (Терни)
Вишано је насеље у Италији у округу Терни, региону Умбрија.
Према процени из 2011. у насељу је живело 43 становника. Насеље се налази на надморској висини од 205 м.